# 姜仕
姜仕（1949年—），湖南邵东人，汉族，中华人民共和国政治人物、第十一届全国人民代表大会湖南地区代表。
毕业于湖南工贸学院经济学专业。担任湖南兴盛置业发展有限公司董事长。2008年起担任全国人大代表。